# Списак споменика културе у општини Мајданпек
Следи списак споменика културе у општини Мајданпек:
| ИД      | Слика                        | Назив                        | Адреса | Координате                                     | Место     | Градска општина | Општина   | Надлежни завод |
| ------- | ---------------------------- | ---------------------------- | ------ | ---------------------------------------------- | --------- | --------------- | --------- | -------------- |
| СК 1468 | Стара топионица у Мајданпеку | Стара топионица у Мајданпеку |        | 44.367919°N 21.907314°E / 44.367919, 21.907314 | Мајданпек |                 | Мајданпек | НИШ            |